# Costemilophus aurantius
Costemilophus
Genre
Espèce
Costemilophus aurantius, unique représentant du genre Costemilophus, est une espèce de coléoptères de la famille des Cerambycidae.

## Systématique
Costemilophus aurantius a été décrit par Maria Galileo (d) et Ubirajara Martins (d) en 2005.